# Edina Gallovits-Hall
Klaudia Edina Gallovits-Hall (ur. 10 grudnia 1984 w Timișoarze) – amerykańska tenisistka reprezentująca do 2015 roku Rumunię.
Ma na koncie 17 wygranych turniejów ITF w singlu (Bukareszt, Cavtat, Hvar, Szeged, Grado, Greenville, Tunica, Lafayette, Indian Harbour Beach, Augusta, Pelham, Charlottesville) i 9 w deblu (Bukareszt, Galatina, Lecce, Maglie, Cuneo, Louisville, Indian Harbour Beach, Palm Desert, Cali).
Jej najlepszym rezultatem w turnieju WTA był finał imprezy Barcelona KIA 2007, w którym przegrała z Meghann Shaughnessy.

## Turnieje WTA
| Legenda                | Legenda          |
| ---------------------- | ---------------- |
| Wielki Szlem           |                  |
| Igrzyska olimpijskie   |                  |
| WTA Tour Championships |                  |
| od 2009                |                  |
| Premier Mandatory      |                  |
| Premier 5              |                  |
| Premier                |                  |
| International          |                  |
| do 2008                | Kategoria I      |
| do 2008                | Kategoria II     |
| do 2008                | Kategoria III    |
| do 2008                | Kategoria IV & V |

### Gra pojedyncza
| Końcowy wynik | Nr | Data            | Turniej   | Nawierzchnia | Przeciwniczka       | Wynik finału |
| Finalistka    | 1. | 16 czerwca 2007 | Barcelona | Ceglana      | Meghann Shaughnessy | 3:6, 2:6     |

### Gra podwójna
| Końcowy wynik | Nr | Rok  | Turniej    | Nawierzchnia | Partnerka           | Przeciwniczki            | Wynik finału      |
| Finalistka    | 1. | 2008 | Charleston | Ceglana      | W. Hawarcowa        | K. Srebotnik A. Sugiyama | 2:6, 2:6          |
| Zwyciężczyni  | 1. | 2010 | Bogota     | Ceglana      | G. Dulko            | O. Sawczuk A. Jakimawa   | 6:2, 7:6(6)       |
| Zwyciężczyni  | 2. | 2010 | Kanton     | Twarda       | S. Mirza            | Han L. Liu W.            | 7:5, 6:3          |
| Zwyciężczyni  | 3. | 2011 | Bogota     | Ceglana      | A. Medina Garrigues | S. Fichman L. Pous Tió   | 2:6, 7:6(6), 11-9 |

## Wygrane turnieje singlowe rangi ITF
|     | Data       | Turniej              | Kat. | ($)    | Naw.   | Finalistka            | Wynik         |
| 1.  | 06/08/2000 | Bukareszt            | ITF  | 10 000 | ziemna | Raluca Ciochina       | 6:3, 6:3      |
| 2.  | 15/04/2001 | Cavtat               | ITF  | 10 000 | ziemna | Daniela Salomon       | 6:0, 6:0      |
| 3.  | 21/04/2002 | Hvar                 | ITF  | 10 000 | ziemna | Sandra Klemenschits   | 6:2, 6:1      |
| 4.  | 12/05/2002 | Szeged               | ITF  | 10 000 | ziemna | Daniela Casanova      | 6:3, 6:0      |
| 5.  | 16/06/2002 | Grado                | ITF  | 25 000 | ziemna | Bahijja Muhtasin      | 6:3, 6:3      |
| 6.  | 05/10/2006 | Greenville           | ITF  | 25 000 | ziemna | Kristen Schlukebir    | 6:0, 6:4      |
| 7.  | 10/04/2005 | Tunica Resorts       | ITF  | 25 000 | ziemna | Warwara Lepczenko     | 6:3, 4:6, 6:3 |
| 8.  | 01/05/2005 | Lafayette            | ITF  | 50 000 | ziemna | Olga Łazarczuk        | 6:2, 7:6      |
| 9.  | 14/05/2006 | Indian Harbour Beach | ITF  | 50 000 | ziemna | Rossana De Los Rios   | 3:6, 7:6, 7:6 |
| 10. | 29/10/2006 | Augusta              | ITF  | 25 000 | twarda | Ekaterina Afinogenowa | 6:0, 6:2      |
| 11. | 08/04/2007 | Pelham               | ITF  | 25 000 | ziemna | Greta Arn             | 6:3, 7:5      |
| 12. | 06/05/2007 | Charlottesville      | ITF  | 50 000 | ziemna | Angelika Bachmann     | 6:3, 6:3      |
| 13. | 09/11/2008 | Auburn               | ITF  | 50 000 | twarda | Julie Ditty           | 6:0, 6:7, 7:5 |
| 14. | 16/11/2008 | San Diego            | ITF  | 50 000 | twarda | Julie Ditty           | 4:6, 6:3, 6:2 |
| 15. | 04/04/2010 | Pelham               | ITF  | 25 000 | ziemna | Ajla Tomljanović      | 6:2, 6:0      |
| 16. | 25/04/2010 | Dothan               | ITF  | 50 000 | ziemna | Anastasija Jakimawa   | 6:1, 6:4      |
| 17. | 09/05/2010 | Indian Harbour Beach | ITF  | 50 000 | ziemna | Shelby Rogers         | 2:6, 6:3, 6:4 |
| 18. | 03/07/2011 | Toruń                | ITF  | 50 000 | ziemna | Stéphanie Foretz      | 6:4, 6:3      |
| 19. | 09/11/2014 | Captiva Islands      | ITF  | 50 000 | twarda | Petra Martić          | 6:2, 6:2      |